# Besiste
Besiste (macedónul: Бешиште) település Észak-Macedóniában, a Pelagonijai körzet Prilepi járásában.

## Népesség
| Lakosok száma | 1101 | 1228 | 1171 | 1016 | 238  | 109  | 93   | 22   | 14   |
|               | 1948 | 1953 | 1961 | 1971 | 1981 | 1991 | 1994 | 2002 | 2021 |

- 2002-ben 22 lakosa volt, akik mindannyian macedónok.